# Organización territorial de Santo Tomé y Príncipe
Santo Tomé y Príncipe es una nación constituida por dos islas y está administrativamente dividida en siete distritos. En 2004, el país contaba con una población de 139.000 habitantes.
La Isla de Santo Tomé, que tiene como capital a la ciudad de Santo Tomé, cuenta con una población de 133.000 habitantes en una superficie de 859 km².
La Isla de Príncipe, cuya capital es Santo António - es la isla más pequeña, con una superficie de 142 km² y una población de 5.400 habitantes. Desde el 29 de abril de 1995 la isla se constituyó como una región autónoma.
A pesar de estar en la Constitución que los distritos deben ser gobernados por órganos autárquicos electos, hasta el momento no se realizan.
| N.º | Distrito    |
| --- | ----------- |
| 1   | Água Grande |
| 2   | Cantagalo   |
| 3   | Caué        |
| 4   | Lembá       |
| 5   | Lobata      |
| 6   | Mé-Zóchi    |
| 7   | Pagué       |